# Monomorium leopoldinum
Monomorium leopoldinum är en myrart som beskrevs av Auguste-Henri Forel 1905. Monomorium leopoldinum ingår i släktet Monomorium och familjen myror. Inga underarter finns listade i Catalogue of Life.